# Veyrins-Thuellin
Veyrins-Thuellin ist eine ehemalige französische Gemeinde  mit 2.095 Einwohnern (Stand: 1. Januar 2022) im Département Isère in der Region Auvergne-Rhône-Alpes. Sie gehörte zum Arrondissement La Tour-du-Pin, zum Kanton Morestel. Die Einwohner werden Verlinois genannt.
Sie wurde mit Wirkung vom 1. Januar 2016 mit der früheren Gemeinde Les Avenières fusioniert und zur Commune nouvelle Les Avenières Veyrins-Thuellin zusammengelegt.

## Geografie
Veyrins-Thuellin liegt etwa 30 Kilometer westnordwestlich von Chambéry. Umgeben wird Veyrins-Thuellin von den Nachbarorten Le Bouchage im Norden, Les Avenières im Osten, Corbelin im Süden, Dolomieu im Westen sowie Vézeronce-Curtin im Nordwesten.
Die Verkehrserschließung erfolgt durch die frühere Route nationale 75 (heutige D1075).

## Bevölkerungsentwicklung
| 1962                       | 1968 | 1975 | 1982  | 1990 | 1999 | 2006 | 2017 |
| -------------------------- | ---- | ---- | ----- | ---- | ---- | ---- | ---- |
| 979                        | 932  | 1261 | 1.315 | 1328 | 1482 | 1722 | 2120 |
| Quellen: Cassini und INSEE |      |      |       |      |      |      |      |

## Sehenswürdigkeiten
- Kirche Saint-Jean-l’Évangéliste in Veyrins

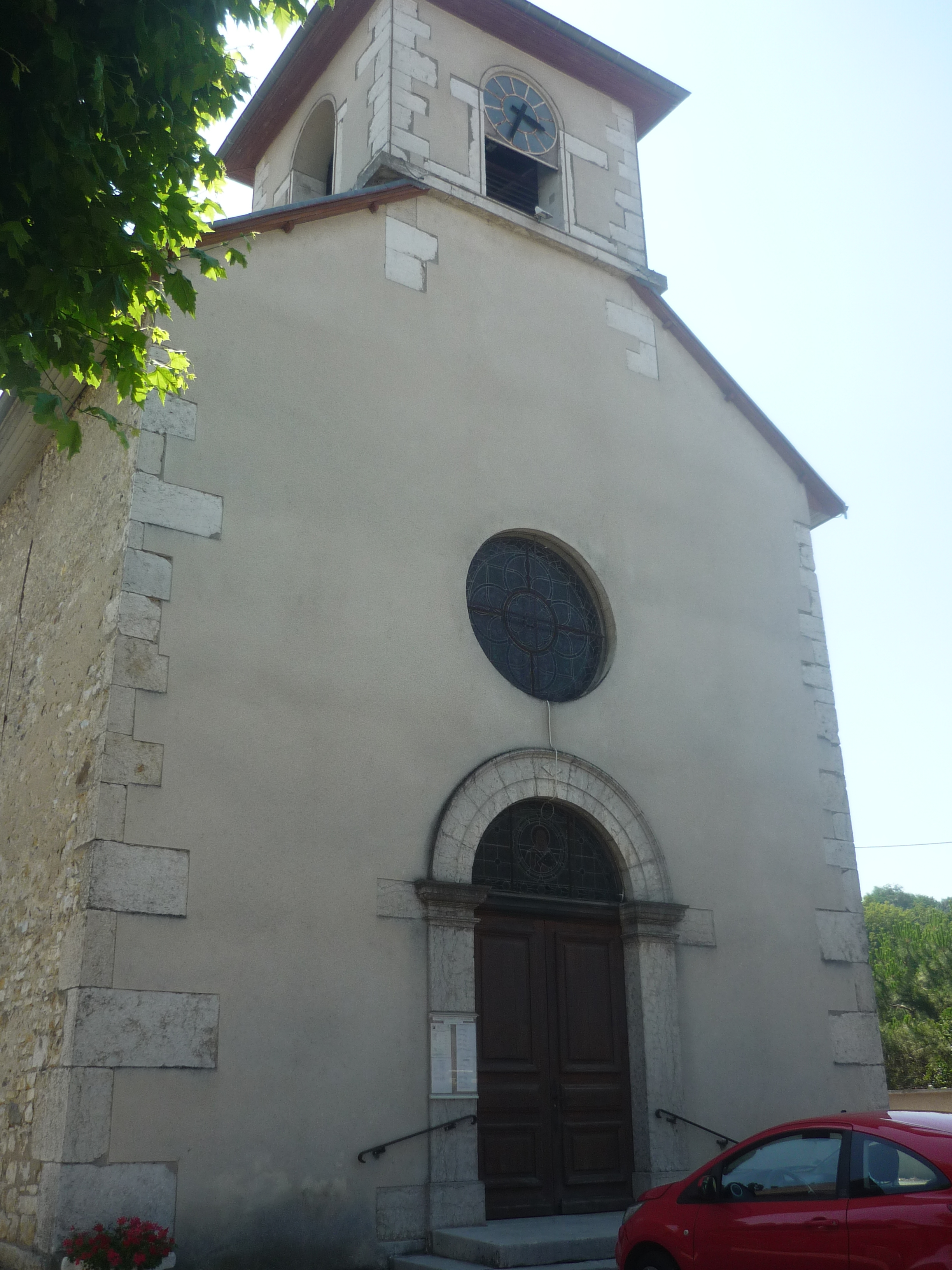
Kirche Saint-Jean-l’Évangéliste in Veyrins

- Kirche Saint-Jean-l’Évangéliste in Thuellin
- Schloss Thuellin